# Mattheus Oliveira
Mattheus de Andrade Gama de Oliveira mais conhecido como Mattheus Oliveira, ou simplesmente Mattheus (Rio de Janeiro, 7 de julho de 1994), é um futebolista luso-brasileiro que atua como meio-campista. Atualmente joga no Al-Nasr.
É filho do Tetra-Campeão da Copa do Mundo FIFA de 1994, Bebeto.

## Carreira
Começou no futsal do Flamengo em 2004, no primeiro ano de pré-mirim, e passou para o campo dois anos depois. Meia canhoto de toque refinado, armador nato, Mattheus se diferencia do pai já pela posição em campo, ainda assim, a veia goleadora parece estar no DNA. Conquistou, de forma invicta, o Campeonato Carioca Juvenil em 2010, inclusive marcando o gol do título. Em 2011, foi campeão da Copa São Paulo de Futebol Júnior de 2011. Chegou a treinar algumas vezes com o time profissional em 2011.
No início de 2012 disputou novamente a tradicional Copa São Paulo de Futebol Júnior. Estreou pelo time profissional no Campeonato Carioca de 2012 contra o Olaria.
| “ | O Campeonato Carioca é muito importante. A gente vinha bem na partida, mas faltou o gol para sair vitorioso. Mas a gente vai continuar lutando para conseguir a classificação. | ” |

Durante a disputa do Campeonato Carioca de Juniores, a pedido do treinador Paulo Henrique, passou a atuar mais encostado nos atacantes e muito mais próximo ao gol adversário. Para a disputa do Campeonato Brasileiro de 2012, ganhou a camisa de número 43 e usou a matemática para vestir a 7 do pai.
| “ | Legal o Mattheus ter escolhido o número 43. Ele sempre gostou do 7, porque eu jogava com esse número e ele nasceu no dia 7/7 do ano da conquista Copa do Mundo (1994). Então somando o 4 com 3, são 7. Espero que ele continue se dedicando bastante, se prepare e tenha sucesso nesse novo desafio como profissional do Flamengo. | ” |

Reestreou na vitória sobre o Santos por 1 a 0, em partida válida pelo Campeonato Brasileiro de 2012, entrando aos 44 minutos do segunto tempo no lugar de Ibson.
| “ | Estou feliz com a minha reestreia. O time do Santos jogou muito atrás, esperando o contra-ataque, mas a gente soube suportar bem e quando tivemos a chance, fizemos o gol. Agora vou treinar ainda mais forte para que outras oportunidades apareçam e eu possa jogar bem. | ” |

Com a demissão de Joel Santana, foi escalado pelo treinador interino Jaime de Almeida como titular contra a Portuguesa. Acabou Recebendo elogios de Dorival Júnior. O novo treinador citou Paulo Henrique Ganso como exemplo para a situação que o jovem meia vivia.
| “ | Acho que é um dos jogadores mais promissores dentro do elenco, tem muitas qualidades. Vejo o Mattheus, sem comparação, no mesmo momento que o Ganso viveu no Santos antes de 2010. Mais ou menos na mesma situação. Mattheus ainda está buscando uma complementação como atleta. É um momento importante para ele, vamos tentar dar todo o apoio possível. | ” |

No ano seguinte, após voltar da Seleção Brasileira Sub-20, Mattheus perdeu espaço no time rubro-negro. Depois com saída de Dorival Júnior e a chegada de Jorginho se viu em um dilema entre permanecer e tentar uma vaga na equipe titular ou ser negociado para a Europa. Mas, de acordo com Bebeto, pai do meia, a boa relação entre ele e o treinador rubro-negro não iria influenciar na transferência do jovem para o clube italiano.
| “ | A troca de treinador no Flamengo não muda em nada a negociação que envolve o Mattheus. A chegada do Jorginho, que é muito meu amigo, não influencia numa possível permanência dele. Se ele ficar no Flamengo, não será só pela minha amizade com o Jorginho. | ” |

Em 20 de março de 2013, foi definida a venda de Mattheus para a Juventus, por um valor tido como irrecusável, algo em torno de R$ 5,1 milhões, apresentado pela empresa MDF, que gerencia a carreira da jovem promessa, à diretoria rubro-negra. Após várias tentativas, que fracassaram, de renovação por parte da nova diretoria, o clube decidiu não mais obstruir a saída do atleta, apenas querendo garantir um retorno financeiro para que o atleta não assine um pré-contrato no meio do ano. Mattheus ganhava um salário muito menor que os demais jogadores da base no profissional, e a demora pela renovação da antiga diretoria do clube (Patricia Amorim) fez o jogador e seus representantes buscarem uma alternativa bem vantajosa. A venda para a Juventus foi enfim, concretizada em 2 de maio de 2013, onde ambos os clubes entraram em um consenso sobre os últimos detalhes da negociação e Mattheus esperava um documento para poder viajar à Itália e assinar contrato de cinco anos.
| “ | Está tudo OK. Os últimos detalhes já foram acertados. Resta apenas um documento para formalizar a negociação, os valores e o tempo de contrato já estão definidos. Essa documentação pode chegar a qualquer momento. Assim que ela chegar, o Mattheus viaja para a Itália para realizar exames médico. | ” |

Com a demora da documentação, foi cogitada a possibilidade de Mattheus renovar com o Flamengo. Em entrevista ao jornal "La Gazzetta dello Sport", Bebeto pressionou a Juventus para concluir a transferência, tendo como grande preocupação a possibilidade do meia ficar parado até dezembro, o que seria prejudicial à sua carreira e revelou uma oferta do Real Madrid feita para contratar Mattheus. O Flamengo, em 17 de maio de 2013, ofereceu um contrato longo, com aumento salarial de 900% a Mattheus, onde ele deixaria de receber R$ 2 mil para receber R$ 20 mil. Os empresários de Mattheus, Vantuil Gonçalves e Gerson Sá, da empresa MFD, com a proposta do rubro-negro para a renovação de contrato em mãos, revelaram que ele ou iria para a Juventus ou ficaria no Flamengo, descartando a proposta do Real Madrid.
No dia 18 de maio, foi anunciada a renovação do contrato de Mattheus por três anos.
Em 2014, Mattheus começou o ano como titular na primeira partida do Flamengo no Campeonato Carioca no lugar de Rodolfo que estava suspenso devido o terceiro cartão amarelo tomado no ano passado. Mattheus acabou recebendo vaias da torcida quando foi substituído no segundo tempo, devido ter perdido uma chance cara a cara com o gol ainda no segundo tempo, mas o Rubro-Negro conseguiu sair com a vitória por 1 a 0 contra o Audax. Mas na partida seguinte, Mattheus conseguiu se redimir com a torcida dando o passe após uma jogada individual para o gol da vitória por 1 a 0 contra 
Em 2015, foi emprestado ao Estoril, de Portugal.

### Sporting
Em 15 de maio de 2017, assinou contrato válido até 2022 com o Sporting de Portugal, ficando com uma cláusula de rescisão fixada em 60 milhões de euros.

## Seleção Brasileira
Tendo já participado de seleções sub-13, sub-16 e sub-17, Mattheus, em 2012, foi convocado por Ney Franco para defender a Seleção Brasileira Sub-20 que disputou um torneio na Argentina. A equipe se sagrou campeã do torneio ao bater a Seleção Argentina Sub-20 na final.

## Vida pessoal
Mattheus, nome que foi dado em homenagem a Lothar Matthäus, é o terceiro filho do jogador Bebeto e Denise de Oliveira, depois de Roberto Newton (n. 1989) e Stéphannie (n. 1992). Quando Mattheus nasceu, Bebeto estava nos Estados Unidos jogando a Copa do Mundo FIFA de 1994, torneio em que o Brasil se sagrou tetracampeão mundial. Apesar de à época a família morar em Corunha, Espanha, Denise fez questão de voltar para o Rio de Janeiro para que seu filho nascesse no Brasil. Para homenagear o nascimento do filho, dois dias após o parto Bebeto comemorou um gol contra os Países Baixos fingindo embalar uma criança. Desde cedo fã de futebol, Mattheus foi levado para fazer os testes no Flamengo, aos dez anos, sem ninguém saber seu parentesco, já que Bebeto, grande ídolo da equipe, não queria que o filho fosse aceito apenas por privilégio.

## Estatísticas
Até 14 de maio de 2016.

### Clubes
| Clube             | Temporada         | Campeonato nacional | Campeonato nacional | Campeonato nacional | Copa nacional[a] | Copa nacional[a] | Copa nacional[a] | Competições continentais[b] | Competições continentais[b] | Competições continentais[b] | Outros torneios[c] | Outros torneios[c] | Outros torneios[c] | Total | Total | Total   |
| Clube             | Temporada         | Jogos               | Gols                | Assist.             | Jogos            | Gols             | Assist.          | Jogos                       | Gols                        | Assist.                     | Jogos              | Gols               | Assist.            | Jogos | Gols  | Assist. |
| ----------------- | ----------------- | ------------------- | ------------------- | ------------------- | ---------------- | ---------------- | ---------------- | --------------------------- | --------------------------- | --------------------------- | ------------------ | ------------------ | ------------------ | ----- | ----- | ------- |
| Flamengo          | 2012              | 11                  | 0                   | 0                   | —                | —                | —                | —                           | —                           | —                           | 1                  | 0                  | 0                  | 12    | 0     | 0       |
| Flamengo          | 2013              | —                   | —                   | —                   | 0                | 0                | 0                | —                           | —                           | —                           | —                  | —                  | —                  | 0     | 0     | 0       |
| Flamengo          | 2014              | 2                   | 0                   | 0                   | 1                | 0                | 0                | —                           | —                           | —                           | 5                  | 0                  | 1                  | 8     | 0     | 1       |
| Flamengo          | Total             | 13                  | 0                   | 0                   | 1                | 0                | 0                | 0                           | 0                           | 0                           | 6                  | 0                  | 1                  | 20    | 0     | 1       |
| Estoril           | 2014–15           | 4                   | 0                   | 0                   | —                | —                | —                | —                           | —                           | —                           | —                  | —                  | —                  | 4     | 0     | 0       |
| Estoril           | 2015–16           | 22                  | 4                   | 7                   | 3                | 0                | 0                | —                           | —                           | —                           | —                  | —                  | —                  | 25    | 4     | 7       |
| Estoril           | Total             | 26                  | 4                   | 7                   | 3                | 0                | 0                | 0                           | 0                           | 0                           | 0                  | 0                  | 0                  | 29    | 4     | 7       |
| Total na carreira | Total na carreira | 39                  | 4                   | 7                   | 4                | 0                | 0                | 0                           | 0                           | 0                           | 6                  | 0                  | 1                  | 49    | 4     | 8       |

- a. ^ Jogos da Copa do Brasil e Taça de Portugal
- b. ^ Jogos da Copa Libertadores
- c. ^ Jogos do Campeonato Carioca

|          | Data                   | Local                                      | Resultado | Adversário       | Gols | Assist. | Competição                    |
| -------- | ---------------------- | ------------------------------------------ | --------- | ---------------- | ---- | ------- | ----------------------------- |
| Flamengo |                        |                                            |           |                  |      |         |                               |
| 1.       | 3 de fevereiro de 2012 | Nilton Santos, Rio de Janeiro, Brasil      | 0–0       | Olaria           | 0    | 0       | Campeonato Carioca de 2012    |
| 2.       | 17 de junho de 2012    | Nilton Santos, Rio de Janeiro, Brasil      | 1–0       | Santos           | 0    | 0       | Campeonato Brasileiro de 2012 |
| 3.       | 24 de junho de 2012    | Olímpico Monumental, Porto Alegre, Brasil  | 0–2       | Grêmio           | 0    | 0       | Campeonato Brasileiro de 2012 |
| 4.       | 8 de julho de 2012     | Nilton Santos, Rio de Janeiro, Brasil      | 0–1       | Fluminense       | 0    | 0       | Campeonato Brasileiro de 2012 |
| 5.       | 18 de julho de 2012    | Nilton Santos, Rio de Janeiro, Brasil      | 0–3       | Corinthians      | 0    | 0       | Campeonato Brasileiro de 2012 |
| 6.       | 22 de julho de 2012    | Independência, Belo Horizonte, Brasil      | 0–1       | Cruzeiro         | 0    | 0       | Campeonato Brasileiro de 2012 |
| 7.       | 26 de julho de 2012    | Nilton Santos, Rio de Janeiro, Brasil      | 0–0       | Portuguesa       | 0    | 0       | Campeonato Brasileiro de 2012 |
| 8.       | 15 de agosto de 2012   | Arena Barueri, Barueri, Brasil             | 0–1       | Palmeiras        | 0    | 0       | Campeonato Brasileiro de 2012 |
| 9.       | 2 de setembro de 2012  | Beira-Rio, Porto Alegre, Brasil            | 1–4       | Internacional    | 0    | 0       | Campeonato Brasileiro de 2012 |
| 10.      | 12 de setembro de 2012 | Vila Belmiro, Santos, Brasil               | 0–2       | Santos           | 0    | 0       | Campeonato Brasileiro de 2012 |
| 11.      | 18 de novembro de 2012 | Raulino de Oliveira, Volta Redonda, Brasil | 1–1       | Palmeiras        | 0    | 0       | Campeonato Brasileiro de 2012 |
| 12.      | 1 de dezembro de 2012  | Nilton Santos, Rio de Janeiro, Brasil      | 2–2       | Botafogo         | 0    | 0       | Campeonato Brasileiro de 2012 |
| 13.      | 19 de janeiro de 2014  | Maracanã, Rio de Janeiro, Brasil           | 1–0       | Audax Rio        | 0    | 0       | Campeonato Carioca de 2014    |
| 14.      | 22 de janeiro de 2014  | Raulino de Oliveira, Volta Redonda, Brasil | 1–0       | Volta Redonda    | 0    | 1       | Campeonato Carioca de 2014    |
| 15.      | 5 de fevereiro de 2014 | Moça Bonita, Rio de Janeiro, Brasil        | 5–2       | Boavista         | 0    | 0       | Campeonato Carioca de 2014    |
| 16.      | 16 de março de 2014    | Raulino de Oliveira, Volta Redonda, Brasil | 2–2       | Bangu            | 0    | 0       | Campeonato Carioca de 2014    |
| 17.      | 23 de março de 2014    | Maracanã, Rio de Janeiro, Brasil           | 5–3       | Cabofriense      | 0    | 0       | Campeonato Carioca de 2014    |
| 18.      | 20 de abril de 2014    | Mané Garrincha, Brasília, Brasil           | 0–2       | Goiás            | 0    | 0       | Campeonato Brasileiro de 2014 |
| 19.      | 2 de novembro de 2014  | Maracanã, Rio de Janeiro, Brasil           | 3–0       | Chapecoense      | 0    | 0       | Campeonato Brasileiro de 2014 |
| 20.      | 5 de novembro de 2014  | Mineirão, Belo Horizonte, Brasil           | 4–1       | Atlético Mineiro | 0    | 0       | Copa do Brasil de 2014        |

### Seleção Brasileira
Abaixo estão listados todos e jogos e gols do futebolista pela Seleção Brasileira, desde as categorias de base. Abaixo da tabela, clique em expandir para ver a lista detalhada dos jogos de acordo com a categoria selecionada.
Sub-13
| Ano   |       |      |       |
| Ano   | Jogos | Gols | Média |
| ----- | ----- | ---- | ----- |
| 2007  | 0     | 0    | 0     |
| Total | 0     | 0    | 0     |

Sub-16
| Ano   |       |      |       |
| Ano   | Jogos | Gols | Média |
| ----- | ----- | ---- | ----- |
| 2009  | 0     | 0    | 0     |
| Total | 0     | 0    | 0     |

Sub-17
| Ano   |       |      |       |
| Ano   | Jogos | Gols | Média |
| ----- | ----- | ---- | ----- |
| 2010  | 0     | 0    | 0     |
| Total | 0     | 0    | 0     |

Sub-20
| Ano   |       |      |       |
| Ano   | Jogos | Gols | Média |
| ----- | ----- | ---- | ----- |
| 2012  | 0     | 0    | 0     |
| 2013  | 4     | 0    | 0     |
| Total | 4     | 0    | 0     |

Seleção Brasileira (total)
| Ano   |       |      |       |
| Ano   | Jogos | Gols | Média |
| ----- | ----- | ---- | ----- |
| 2007  | 0     | 0    | 0     |
| 2009  | 0     | 0    | 0     |
| 2010  | 0     | 0    | 0     |
| 2012  | 0     | 0    | 0     |
| 2013  | 4     | 0    | 0     |
| Total | 4     | 0    | 0     |

### Total (clube e seleção)
| Ano   |       |      |         |       |
| Ano   | Jogos | Gols | Assist. | Média |
| ----- | ----- | ---- | ------- | ----- |
| 2007  | 0     | 0    | 0       | 0     |
| 2009  | 0     | 0    | 0       | 0     |
| 2010  | 0     | 0    | 0       | 0     |
| 2012  | 12    | 0    | 0       | 0     |
| 2013  | 4     | 0    | 0       | 0     |
| Total | 16    | 0    | 0       | 0     |

## Títulos
Flamengo
- Campeonato Carioca Sub-17: 2010
- Copa São Paulo de Futebol Júnior: 2011
- Torneio Octávio Pinto Guimarães: 2011
- Taça Guanabara: 2014
- Torneio Super Clássicos: 2014
- Campeonato Carioca: 2014

Seleção Brasileira
- Quadrangular Internacional Sub-20: 2012